# St. Johns (Illinois)
St. Johns es una villa ubicada en el condado de Perry en el estado estadounidense de Illinois. En el Censo de 2010 tenía una población de 219 habitantes y una densidad poblacional de 110,68 personas por km².

## Geografía
St. Johns se encuentra ubicada en las coordenadas 38°2′6″N 89°14′19″O / 38.03500, -89.23861. Según la Oficina del Censo de los Estados Unidos, St. Johns tiene una superficie total de 1.98 km², de la cual 1.88 km² corresponden a tierra firme y (4.84%) 0.1 km² es agua.

## Demografía
Según el censo de 2010, había 219 personas residiendo en St. Johns. La densidad de población era de 110,68 hab./km². De los 219 habitantes, St. Johns estaba compuesto por el 90.41% blancos, el 5.94% eran afroamericanos, el 0.46% eran amerindios, el 0% eran asiáticos, el 0% eran isleños del Pacífico, el 0.91% eran de otras razas y el 2.28% pertenecían a dos o más razas. Del total de la población el 0.46% eran hispanos o latinos de cualquier raza.